# Chiến binh quá khích
Chiến binh quá khích là danh từ để chỉ những thành viên vũ trang của các tổ chức chính trị quá khích. Chiến binh quá khích là những người chủ trương dùng bạo lực, như khủng bố, tấn công các cơ quan nhà nước, khi cần thiết để đạt được những mục tiêu chính trị nhất định. Trên các phương tiện thông tin đại chúng hiện nay, chiến binh quá khích nhiều khi được sử dụng với nghĩa là những người sử dụng chiến thuật khủng bố; cách dùng này tạo ra cảm giác trung lập hơn so với cách gọi "kẻ khủng bố".
Một số ví dụ về chiến binh quá khích là các thành viên của Hồng quân Nhật Bản, chủ nghĩa Mao, các tổ chức Hồi giáo quá khích (Al-Qaeda, chiến binh Taliban sau khi lực lượng này mất chính quyền, Hezbollah), nhóm bạo loạn thân Trump tại Điện Capitol, v.v...